# Università Cattolica di Malines

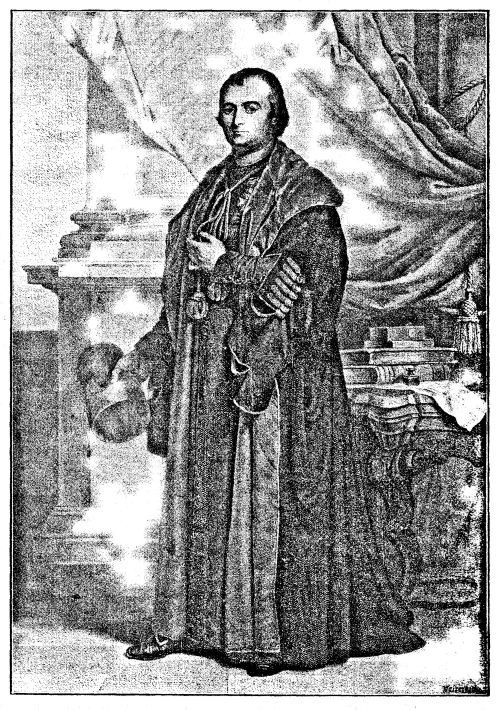
Pietro de Ram, il primo rettore dell'Università Cattolica di Malines nell'anno 1834.

L'Università Cattolica di Mechelen (in latino Universitas catholica Belgii), detta solitamente Università Cattolica di Malines, è un'università belga fondata a Mechelen l'8 novembre 1834 dai vescovi del Belgio «per accogliere tutta la dottrina emanante dalla Santa Sede apostolica e per ripudiare tutto ciò che non sgorghi da quest'augusta sorgente».. Questa nuova università aveva un orientamento ultramontano.
Il primo "rector magnificus" fu il sacerdote Pietro De Ram.
Questa università non ebbe lunga vita, giacché nell'anno 1835 fu soppressa e si trasferì a Lovanio il 1º dicembre 1835, prendendo da allora il nome di Università Cattolica di Lovanio.
La fondazione di questa nuova università cattolica a Lovanio suscitò molte opposizioni nel Belgio liberale.

## I gravi disordini del 1834
L'annuncio della fondazione dell'Università Cattolica di Mechelen da parte dei vescovi provocò gravi disordini nelle città di Gand, Liegi e Lovanio, perché la popolazione temeva che l'insegnamento di stato cessasse in Belgio.
Come reazione alla fondazione dell'Università Cattolica di Mechelen, sotto l'impulso dei vescovi del Belgio, il giurista Pierre-Théodore Verhaegen, venerabile maestro della loggia massonica belga "Les Amis philanthropes", lanciò un appello per una sottoscrizione negli ambienti liberali e nelle logge del Grande Oriente del Belgio, per fondare un'università "libera" che avrebbe combattuto "l'intolleranza e i pregiudizi": questa università sarà l'Université Libre de Bruxelles.